# Jonathan Rivierez
Jonathan Rivierez (Le Blanc-Mesnil, 18 de maio de 1989) é um futebolista profissional francês que atua como defensor.

## Carreira
Jonathan Rivierez começou a carreira no Chamois Niortais.